# Circuit Festival
Circuit Festival —también conocido como Circuit Festival Barcelona— es un festival internacional de gays y lesbianas que se celebra anualmente en Barcelona desde 2008. Es el mayor festival de ocio de estas características que se celebra en Europa cada año.
En la edición de 2012 la asistencia fue de 70 000 personas de las cuales el 70% fueron extranjeros. Por nacionalidades, los franceses (14,5%), ingleses (10,87%) e italianos (5,68%) fueron los que más representación tenían en el festival.
En la edición de 2013 —del 7 al 18 de agosto— se estimó que la participación fue similar a la edición anterior —70 000 personas— llegadas de 50 países diferentes, incrementando el número de participación extranjera que pasó del 70% en 2012 al 80% en 2013 y reportando un beneficio comercial de cien millones de euros. Las actividades se ubicaron principalmente en Barcelona, Sitges y Vilasar de Dalt.